# TAKARABUNE
「TAKARABUNE」（たからぶね）は、2013年1月30日に発売された米米CLUBの35枚目のシングル。発売元はSony Music Records。

## 概要
前作「恋のギャンブル」から、3年3ヶ月振りのシングル。
カップリング曲に『Shake Hip!』和アレンジバージョンが収録されている。
初回生産限定盤と通常盤の2形態で発売。
初回限定盤は「大収録祭SPECIAL SECRET LIVE DIGEST」「TAKARABUNE[Music Video]」DVD付三方背BOX仕様。
通常盤はカラーブックレット封入。

## 収録曲

### DISC 1 (新米CD)
1. TAKARABUNE
作詞・作曲：米米CLUB
2. 大漁～願掛け節～
作詞・作曲：米米CLUB
3. 「しぇいく、ひっぷ」
作詞・作曲：米米CLUB
4. TAKARABUNE -Instrumental
作曲：米米CLUB

### DISC 2 (新舞DVD)
1. 大収録祭　SPECIAL SECRET LIVE DIGEST
2. TAKARABUNE[Music Video]